# Tully Marshall

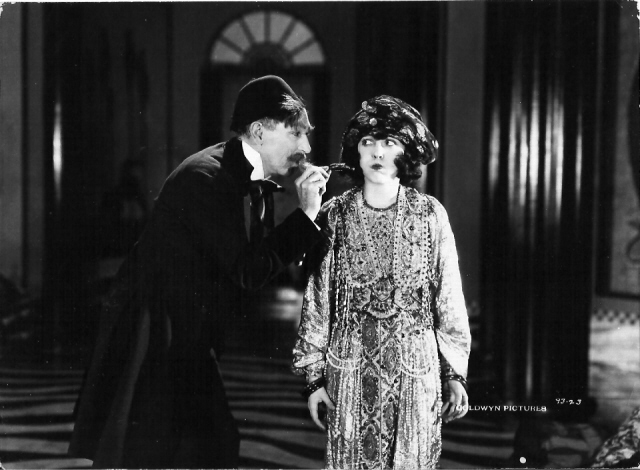
Avec Mabel Normand, dans The Slim Princess (1920)

Tully Marshall est un acteur américain, de son vrai nom William Phillips, né à Nevada City (Californie, États-Unis) le 10 avril 1864, mort à Encino — Quartier de Los Angeles (Californie, États-Unis) le 10 mars 1943.

## Biographie
Sous le pseudonyme de Tully Marshall, il débute au théâtre en 1883 ; en particulier, il joue à Broadway entre 1899 et 1915, notamment dans deux pièces de Marion Fairfax (1875-1970), son épouse — plus tard scénariste —. Notons une unique expérience comme metteur en scène à Broadway, d'une pièce créée en 1915.
En 1914, il tourne son premier film et se consacre dès lors au cinéma, apparaissant dans près de 200 films américains (dont plus de la moitié sont des films muets) jusqu'en 1943, année de sa mort. Durant la période du muet, il collabore notamment, à plusieurs reprises, avec les réalisateurs D. W. Griffith (la première fois en 1916, dans Intolérance), Cecil B. DeMille et Maurice Tourneur — alors installé à Hollywood —. Parmi ses films parlants les mieux connus, citons La Piste des géants (1930) de Raoul Walsh et Boule de feu (1941) d'Howard Hawks, qu'il retrouvait pour la troisième et dernière fois.

## Filmographie partielle

### Années 1910
- 1914 : Paid in Full d'Augustus E. Thomas
- 1915 : The Sable Lorcha de Lloyd Ingraham
- 1916 : Jeanne d'Arc (Joan the woman) de Cecil B. DeMille
- 1916 : Intolérance (Intolerance : Love's Struggle Throughout the Ages) de D. W. Griffith
- 1916 : Everybody's Doing It de Tod Browning
- 1916 : The Devil's Needle de Chester Withey
- 1916 : Oliver Twist de James Young
- 1916 : The Fatal Glass of Beer de Tod Browning
- 1917 : The Golden Fetter d'Edward LeSaint
- 1917 : Le Talisman (The Devil-Stone) de Cecil B. DeMille
- 1917 : Douglas le nouveau D'Artagnan (A Modern Musketeer) d'Allan Dwan
- 1918 : The Things We Love de Lou Tellegen
- 1918 : La Bête enchaînée (A Romance of the Redwoods) de Cecil B. DeMille
- 1918 : Le Rachat suprême (The Whispering Chorus) de Cecil B. DeMille
- 1918 : L'Enfant de la forêt (M'Liss) de Marshall Neilan
- 1918 : La Proie pour l'ombre (Old Wives for New) de Cecil B. DeMille
- 1918 : L'Illusion du bonheur (We can't have everything) de Cecil B. DeMille
- 1918 : Douglas au pays des mosquées (Bound in Morocco) d'Allan Dwan
- 1918 : Le Mari de l'Indienne ou Un cœur en exil (The Squaw Man) de Cecil B. DeMille
- 1919 : Dans la tourmente (The Girl who stayed at Home) de D. W. Griffith
- 1919 : La Chute de Babylone (The Fall of Babylon) de D. W. Griffith
- 1919 : Un reportage tragique (The Grim Game) d'Irvin Willat
- 1919 : Cheating Cheaters d'Allan Dwan
- 1919 : La Sacrifiée (Her Kingdom of Dreams), de Marshall Neilan
- 1919 : La Ligne de vie (The Life Line) de Maurice Tourneur

### Années 1920
- 1920 : La princesse est trop maigre (The Slim Princess) de Victor Schertzinger
- 1920 : Excuse My Dust de Sam Wood
- 1920 : Sick Abed de Sam Wood
- 1920 : La Jolie Castillane (What happened to Rosa) de Victor Schertzinger
- 1921 : Silent Years de Louis Gasnier
- 1921 : Le Pirate (The Cup of Life) de Rowland V. Lee
- 1922 : Le Forgeron du village (The Village Blacksmith) de John Ford : Ezra Brigham, l'écuyer
- 1922 : The Ladder Jinx de Jess Robbins
- 1922 : Only a Shop Girl d'Edward LeSaint
- 1922 : Too Much Business de Jess Robbins
- 1922 : La Bourrasque (The Beautiful and Damned) de William A. Seiter
- 1923 : Ponjola de Donald Crisp
- 1923 : La Caravane vers l'Ouest (The Covered Wagon) de James Cruze
- 1923 : Notre-Dame de Paris (The Hunchback of Notre Dame) de Wallace Worsley
- 1923 : Her Temporary Husband de John McDermott
- 1923 : Justice de Tziganes (Law of the Lawless) de Victor Fleming
- 1923 : Let's Go de William K. Howard
- 1923 : The Dangerous Maid de Victor Heerman
- 1924 : For Sale de George Archainbaud
- 1924 : Larmes de clown (HE who gets slapped) de Victor Sjöström
- 1924 : Une femme d'affaires (Along Came Ruth) de Edward Cline
- 1923 : La Bouteille enchantée (The Brass Bottle), de Maurice Tourneur
- 1925 : Le Corsaire aux jambes molles (Clothes make the Pirate) de Maurice Tourneur
- 1925 : La Femme de quarante ans (Smouldering Fires) de Clarence Brown
- 1925 : La Veuve joyeuse (The Merry Widow) d'Erich von Stroheim
- 1926 : Le Cavalier des sables (Old Loves and New) de Maurice Tourneur
- 1926 : Étoile par intérim (Her Big Night) de Melville W. Brown
- 1926 : Le Torrent (The Torrent) de Monta Bell
- 1926 : Le Lys de Whitechapel (Twinkletoes) de Charles Brabin
- 1927 : La Volonté du mort (The Cat and the Canary) de Paul Leni
- 1927 : The Gorilla d'Alfred Santell
- 1928 : Jeunesse triomphante (Drums of Love) de D. W. Griffith
- 1928 : Jimmy le mystérieux (Alias Jimmy Valentine) de Jack Conway
- 1928 : La Piste de 98 (The Trail of '98) de Clarence Brown
- 1928 : Conquest de Roy Del Ruth
- 1929 : Le Pont du roi Saint-Louis (The Bridge of San Luis Rey) de Charles Brabin
- 1929 : Fu Manchu le mystérieux (The Mysterious Dr. Fu Manchu) de Rowland V. Lee
- 1929 : L'Assommeur (Thunderbolt) de Josef von Sternberg
- 1929 : La Reine Kelly (Queen Kelly) de Erich von Stroheim à l'origine (et autres, pour la version sortie en 1932)
- 1929 : L'Homme aux deux visages (Skin Deep) de Ray Enright
- 1929 : The Show of Shows de John G. Adolfi
- 1929 : La Tigresse (Tiger Rose) de George Fitzmaurice

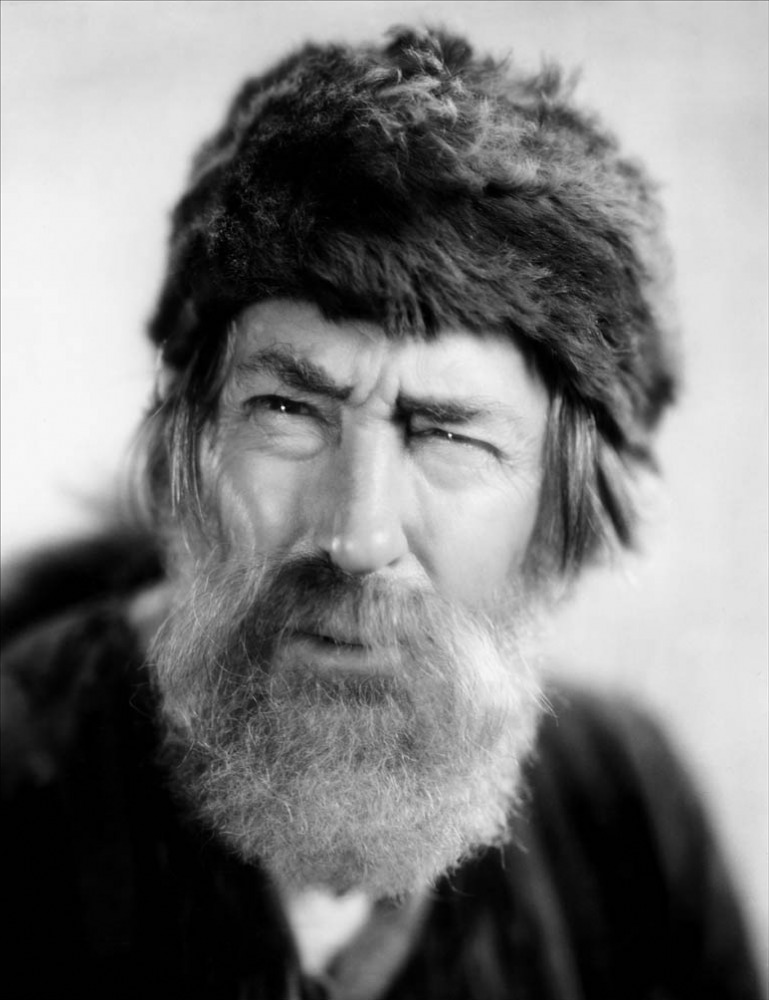
Dans L'Attaque de la caravane (1931, photo promotionnelle)

### Années 1930
- 1930 : La Piste des géants (The Big Trail) de Raoul Walsh
- 1930 : Les Aventures de Tom Sawyer (Tom Sawyer) de John Cromwell
- 1930 : Sous le ciel du Texas (Under a Texas Moon) de Michael Curtiz
- 1930 : Mammy de Michael Curtiz
- 1930 : She Couldn't Say No de Lloyd Bacon
- 1930 : Terre commune (Common Clay) de Victor Fleming
- 1930 : Numbered Men de Mervyn LeRoy
- 1930 : Rédemption (Redemption) de Fred Niblo
- 1931 : L'Attaque de la caravane (Fighting Caravans) d'Otto Brower et David Burton
- 1931 : The Virtuous Husband de Vin Moore
- 1931 : Le Millionnaire (The Millionaire) de John G. Adolfi
- 1931 : Le Jardin impie (The Unholy Garden) de George Fitzmaurice
- 1932 : L'Homme que j'ai tué (Broken Lullaby) d'Ernst Lubitsch
- 1932 : Ombres vers le sud (The Cabin in the Cotton) de Michael Curtiz
- 1932 : Grand Hotel d'Edmund Goulding
- 1932 : Scarface d'Howard Hawks
- 1932 : Arsène Lupin de Jack Conway
- 1932 : La Bête de la cité (The Beast of the City) de Charles Brabin
- 1932 : La Belle de Saïgon (Red Dust) de Victor Fleming
- 1932 : L'Honorable Monsieur Wong (The Hatchet Man) de William A. Wellman
- 1935 : Furie noire (Black Fury) de Michael Curtiz
- 1935 : Le Marquis de Saint-Évremont (A Tale of two Cities) de Jack Conway
- 1935 : Diamond Jim d'A. Edward Sutherland
- 1937 : Âmes à la mer (Souls at Sea) d'Henry Hathaway
- 1937 : Californie... en avant ! (California straight ahead !) d'Arthur Lubin
- 1937 : Monsieur Dood part pour Hollywood (Stand-In) de Tay Garnett
- 1938 : Vive les étudiants (A Yank to Oxford) de Jack Conway
- 1938 : Le Retour d'Arsène Lupin (Arsène Lupin returns) de George Fitzmaurice
- 1939 : En surveillance spéciale (Invisible Stripes de Lloyd Bacon

### Années 1940
- 1940 : La Roulotte rouge ou La Belle Écuyère (Chad Hanna) d'Henry King
- 1940 : Chercheurs d'or (Go West) d'Edward Buzzell
- 1940 : L'Odyssée des Mormons (Brigham Young) d'Henry Hathaway
- 1941 : Sergent York (Sergeant York) d'Howard Hawks
- 1941 : Boule de feu (Ball of Fire) d'Howard Hawks
- 1942 : La Péniche de l'amour (Moontide) d'Archie Mayo
- 1942 : Tueur à gages (This Gun for Hire) de Frank Tuttle
- 1942 : Ten Gentlemen from West Point d'Henry Hathaway
- 1943 : Hitler's Madman de Douglas Sirk

## Théâtre (à Broadway)
Pièces, comme acteur, sauf mention contraire
- 1899 : Because she loved him so de William Gillette, d'après Jalouse d'Alexandre Bisson et Adolph Leclercq
- 1902 : Sky Farm d'Edward E. Kidder
- 1902 : Hearts Affame de Genevieve Greville Haines, avec Lucile Watson
- 1903 : The Best of Friends de Cecil Raleigh, avec Lionel Barrymore, Richard Bennett
- 1904 : An African Millionaire de Frederick W. Sidney
- 1905 : Just Out of College de George Ade, avec George Irving
- 1906 : The Stolen Story de Jesse Lynch Williams
- 1907 : The Builders de Marion Fairfax, avec Willard Robertson, Marion Fairfax
- 1908 : Paid in Full d'Eugene Walter
- 1909-1910 : The City de Clyde Fitch, avec Walter Hampden, Mary Nash, Lucile Watson
- 1912 : The Talker de (et mise en scène par) Marion Fairfax
- 1913 : The Girl and the Pennant de Rida Johnson Young et Christy Mathewson, avec Ralph Morgan
- 1914 : The House of Bondage de Joseph Byron Totten
- 1915 : The Clever Ones d'Alfred Sutro, avec Louise Closser Hale (metteur en scène)
- 1915 : The Trap de Richard Harding Davis et Jules Eckert Goodman